# 神経ペプチドY
神経ペプチドY（しんけいペプチドY、ニューロペプチドY、neuropeptide Y, NPY）は脳と自律神経系で見つかった36のアミノ酸から成るペプチド神経伝達物質で、ノルアドレナリン作動性ニューロンの血管収縮効果を増大させる。
脳中のニューロンと体の他の分泌細胞により作られた神経ペプチドYは、エネルギー収支の調整、記憶と学習、そして、てんかんなどの脳の多くの生理学的な過程に関連する。
長時間コルチゾールホルモンが放出された時の作用（苦しみからくるストレスに耐えるために緊張状態にする）を抑制する効果があり、副腎皮質から放出されるデヒドロエピアンドロステロン（DHEA）と共に苦しみの感覚を低下させる効果をもっている。つまり、コルチゾールによって体内の緊張状態が続くと、NPYなどが放出され、苦しみを忘れさせる瞬間が増えてくる。